# Mikołaj Dwornikow
Mikołaj Dwornikow, Мікалай Дворнікаў, ps. Andrej, Anton, Stanisław Tomaszewicz, Robert, Pietia (ur. 24 listopada?/7 grudnia 1907 w Homlu, zm. 16 lutego 1938 na Froncie Estremadurskim w Hiszpanii) – białoruski działacz komunistyczny, sekretarz KC Komunistycznej Partii Zachodniej Białorusi i Komunistycznego Związku Młodzieży Zachodniej Białorusi (KZMZB) od 1935, komisarz polityczny batalionu im. Jose Palafoxa, dowódca kompanii im. Tarasa Szewczenki.

## Życiorys
Od 1927 członek Komsomołu na Białorusi, a od 1929 partii bolszewickiej. 1928–1929 sekretarz organizacji komsomolskiej w fabryce, 1929–1931 sekretarz Komitetu Rejonowego Komsomołu. Od stycznia 1931 członek KC Komsomołu. 1932 słuchacz szkoły partyjnej KC KPZB w Mińsku. Latem 1933 agitował chłopów w powiecie kobryńskim do wystąpień antyrządowych. Od listopada 1933 członek Sekretariatu KC KZMZB, działał w Wilnie. Od początku 1935 pracował w przedstawicielstwie KC KPZB przy KC Komunistycznej Partii (bolszewików) Białorusi. Delegat z głosem decydującym na II Zjazd KPZB w maju 1935 pod Mińskiem, na którym został zastępcą członka KC tej partii. Od X 1935 ponownie działał w granicach Polski jako sekretarz KC KZMZB. Zorganizował zamach na agenta polskiej policji w szeregach KPZB J. Strelczuka (styczeń 1936). Zatrzymany przez policjanta, ranił go i uciekł. Wkrótce wyjechał do Hiszpanii, gdzie walczył w batalionie im. Jose Palafoxa jako komisarz polityczny. Pod koniec 1937 został mianowany dowódcą kompanii im. Tarasa Szewczenki. Zginął w walkach z frankistami.
W 1978 Maksim Tank napisał poemat Mikołaj Dwornikow.